# Campeonato de Bélgica de Ciclismo Contrarreloj
Los Campeonatos de Bélgica de Ciclismo Contrarreloj se organizan anualmente desde el año 1997 para determinar el campeón ciclista de Bélgica de cada año, en la modalidad.
Se ha disputado ininterrumpidamente, a excepción del año 1998.
El título se otorga al vencedor de una única carrera, en la modalidad de Contrarreloj individual. El vencedor obtiene el derecho a portar un maillot con los colores de la Bandera de Bélgica hasta el campeonato del año siguiente, solamente cuando disputa pruebas Contrarreloj.

## Palmarés

### Masculino

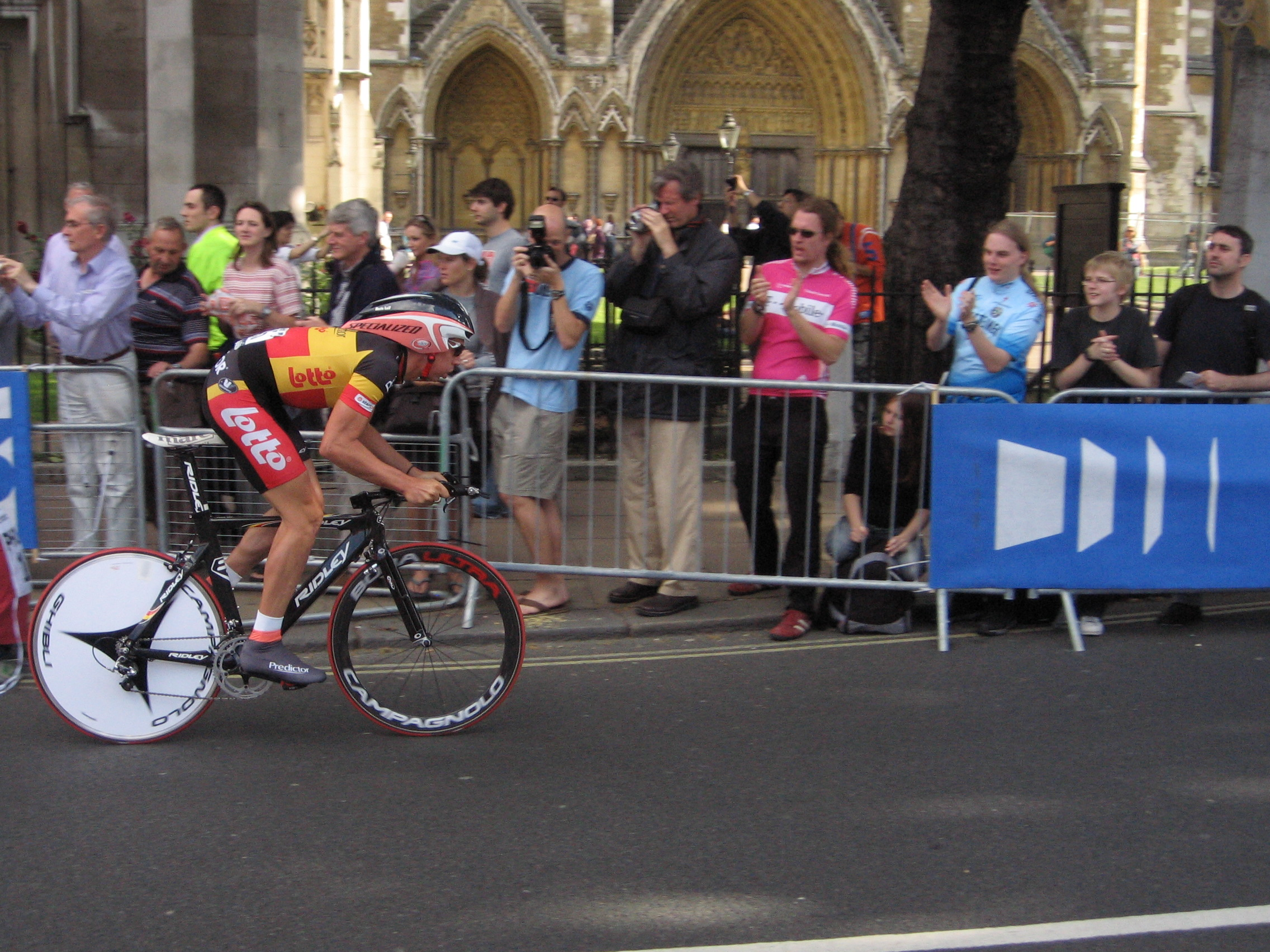
Leif Hoste con el maillot de campeón de Bélgica CRI.

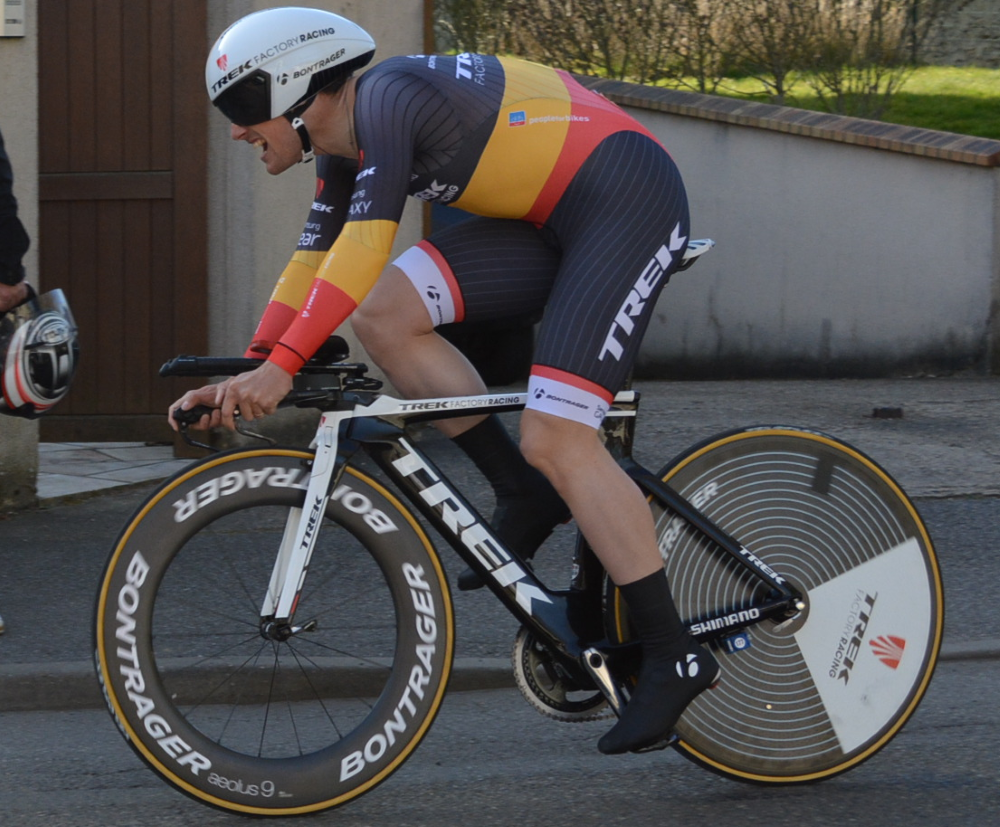
Kristof Vandewalle campeón en tres ocasiones.

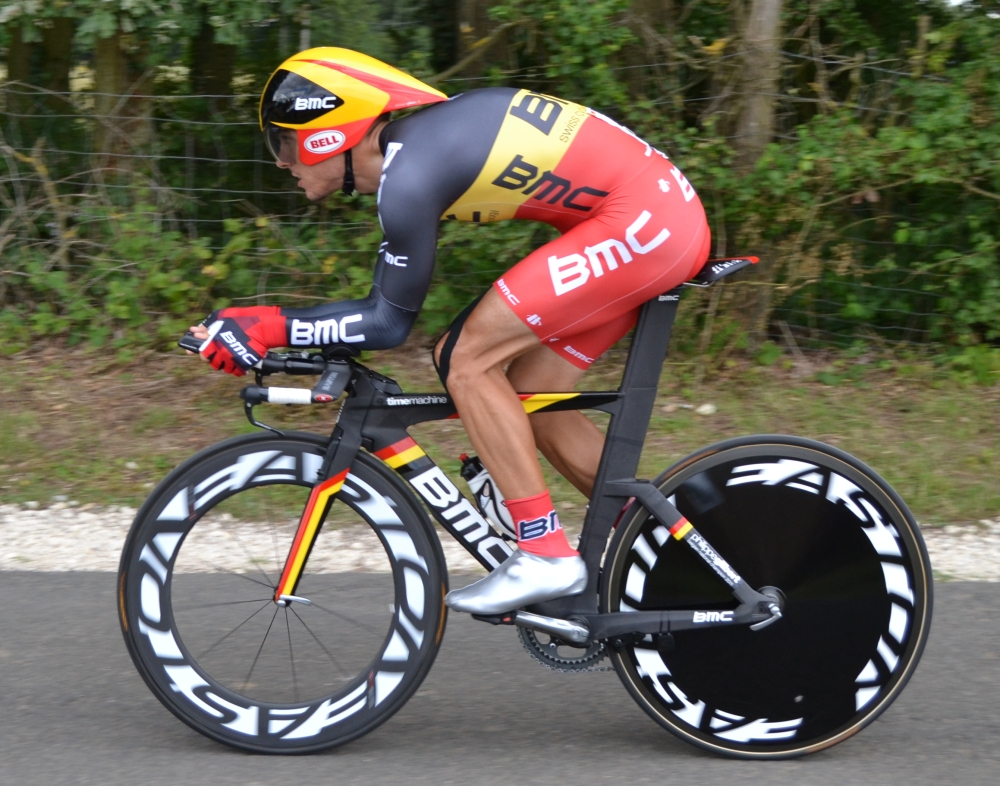
Philippe Gilbert campeón en 2011.

| Año  | Ganador               | Segundo            | Tercero               |
| 1997 | Marc Streel           | Johan Museeuw      | Bert Roesems          |
| 1999 | Marc Streel           | Bert Roesems       | Thierry Marichal      |
| 2000 | Rik Verbrugghe        | Marc Streel        | Leif Hoste            |
| 2001 | Leif Hoste            | Bert Roesems       | Glenn D´Hollander     |
| 2002 | Marc Wauters          | Bert Roesems       | Ludo Dierckxsens      |
| 2003 | Marc Wauters          | Leif Hoste         | Bert Roesems          |
| 2004 | Bert Roesems          | Marc Wauters       | Leif Hoste            |
| 2005 | Marc Wauters          | Bert Roesems       | Frank Vandenbroucke   |
| 2006 | Leif Hoste            | Bert Roesems       | Marc Wauters          |
| 2007 | Leif Hoste            | Philippe Gilbert   | Jurgen Van den Broeck |
| 2008 | Stijn Devolder        | Leif Hoste         | Dominique Cornu       |
| 2009 | Maxime Monfort        | Sébastien Rosseler | Dominique Cornu       |
| 2010 | Stijn Devolder        | Sébastien Rosseler | Leif Hoste            |
| 2011 | Philippe Gilbert      | Ben Hermans        | Dominique Cornu       |
| 2012 | Kristof Vandewalle    | Ben Hermans        | Philippe Gilbert      |
| 2013 | Kristof Vandewalle    | Philippe Gilbert   | Julien Vermote        |
| 2014 | Kristof Vandewalle    | Tim Wellens        | Pieter Serry          |
| 2015 | Jurgen Van den Broeck | Yves Lampaert      | Kristof Vandewalle    |
| 2016 | Victor Campenaerts    | Yves Lampaert      | Ben Hermans           |
| 2017 | Yves Lampaert         | Victor Campenaerts | Ben Hermans           |
| 2018 | Victor Campenaerts    | Thomas de Gendt    | Yves Lampaert         |
| 2019 | Wout van Aert         | Yves Lampaert      | Remco Evenepoel       |
| 2020 | Wout van Aert         | Victor Campenaerts | Frederik Frison       |
| 2021 | Yves Lampaert         | Remco Evenepoel    | Victor Campenaerts    |
| 2022 | Remco Evenepoel       | Yves Lampaert      | Victor Campenaerts    |
| 2023 | Wout van Aert         | Alec Segaert       | Rune Herregodts       |
| 2024 | Tim Wellens           | Alec Segaert       | Rune Herregodts       |
| 2025 | Remco Evenepoel       | Florian Vermeersch | Alec Segaert          |

### Femenino

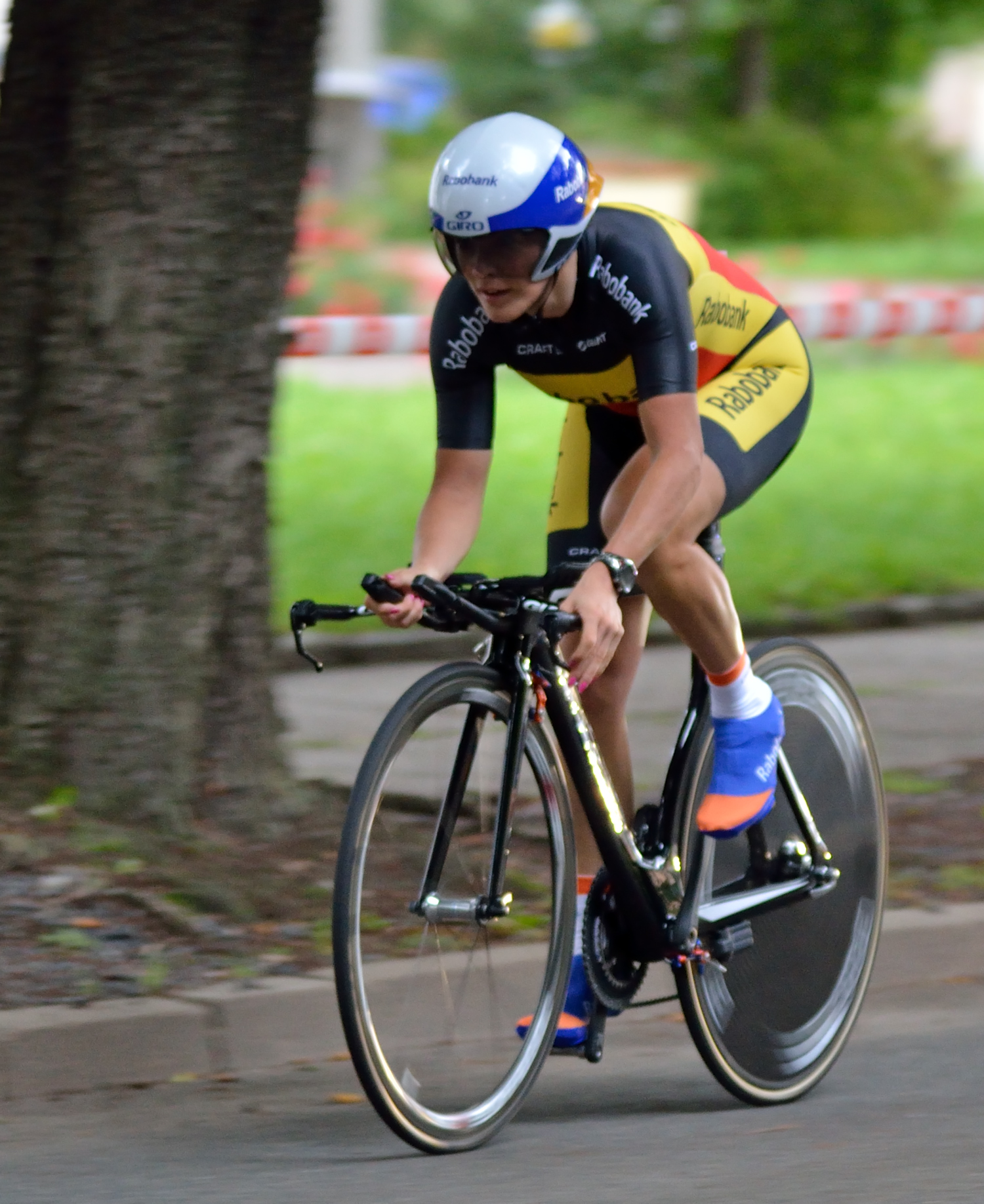
Liesbet De Vocht campeona en cuatro ocasiones.

| Año       | Ganadora            | Segunda            | Tercera                  |
| 1988      | Kristel Werckx      | Agnes Dusart       | Yolande Peeters          |
| 1989-1998 | No celebrado        |                    |                          |
| 1999      | Heidi Van De Vijver | Els Decottenier    | Evy Van Damme            |
| 2000      | Heidi Van De Vijver | Natasha Maes       | Evy Van Damme            |
| 2001      | Heidi Van De Vijver | Ine Wannijn        | Cindy Pieters            |
| 2002      | Cindy Pieters       | Evy Van Damme      | Sharon Vandromme         |
| 2003-2004 | No celebrado        |                    |                          |
| 2005      | Natasha Maes        | An Van Rie         | Ine Wannijn              |
| 2006      | An Van Rie          | Cindy Pieters      | Laure Werner             |
| 2007      | An Van Rie          | Ludivine Henrion   | Liesbet De Vocht         |
| 2008      | An Van Rie          | Liesbet De Vocht   | Kelly Druyts             |
| 2009      | Liesbet De Vocht    | Latoya Brulee      | Leiselot Decroix         |
| 2010      | Grace Verbeke       | Liesbet De Vocht   | Latoya Brulee            |
| 2011      | Liesbet De Vocht    | Grace Verbeke      | Ludivine Henrion         |
| 2012      | Liesbet De Vocht    | Sofie De Vuyst     | Ann-Sophie Duyck         |
| 2013      | Liesbet De Vocht    | Maaike Polspoel    | Annelies Dom             |
| 2014      | Ann-Sophie Duyck    | Liesbet De Vocht   | Maaike Polspoel          |
| 2015      | Ann-Sophie Duyck    | Jolien D'Hoore     | Sofie De Vuyst           |
| 2016      | Ann-Sophie Duyck    | Lotte Kopecky      | Isabelle Beckers         |
| 2017      | Ann-Sophie Duyck    | Isabelle Beckers   | Julie Van de Velde       |
| 2018      | Ann-Sophie Duyck    | Lotte Kopecky      | Ellen Van Loy            |
| 2019      | Lotte Kopecky       | Jolien D'Hoore     | Annelies Dom             |
| 2020      | Lotte Kopecky       | Sara Van de Vel    | Julie Van de Velde       |
| 2021      | Lotte Kopecky       | Julie Van de Velde | Julie de Wilde           |
| 2022      | Lotte Kopecky       | Shari Bossuyt      | Britt Knaven             |
| 2023      | Lotte Kopecky       | Febe Jooris        | Marthe Goossens          |
| 2024      | Lotte Kopecky       | Marthe Goossens    | Marion Norbert-Riberolle |
| 2025      | Lotte Kopecky       | Marthe Goossens    | Lotte Claes              |

## Estadísticas

### Más victorias
| Ciclista           | Victorias | Años              |
| ------------------ | --------- | ----------------- |
| Marc Wauters       | 3         | 2002, 2003 y 2005 |
| Leif Hoste         | 3         | 2001, 2006 y 2007 |
| Kristof Vandewalle | 3         | 2012, 2013 y 2014 |
| Wout van Aert      | 3         | 2019, 2020 y 2023 |
| Marc Streel        | 2         | 1997 y 1999       |
| Stijn Devolder     | 2         | 2008 y 2010       |
| Victor Campenaerts | 2         | 2016 y 2018       |
| Yves Lampaert      | 2         | 2017 y 2021       |
| Remco Evenepoel    | 2         | 2022 y 2025       |

| Ciclista            | Victorias | Años                                      |
| ------------------- | --------- | ----------------------------------------- |
| Lotte Kopecky       | 7         | 2019, 2020, 2021, 2022, 2023, 2024 y 2025 |
| Ann-Sophie Duyck    | 5         | 2014, 2015, 2016, 2017 y 2018             |
| Liesbet De Vocht    | 4         | 2009, 2011, 2012 y 2013                   |
| Heidi Van De Vijver | 3         | 1999, 2000 y 2001                         |
| An Van Rie          | 3         | 2006, 2007 y 2008                         |